# 日野国明

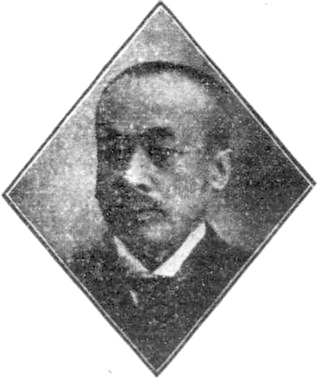
日野国明

日野 国明（ひの くにあき、慶応元年12月1日（1866年1月17日） - 昭和32年（1957年）12月8日）は、日本の衆議院議員（立憲国民党）。弁護士。

## 経歴
伊予国松山（現在の愛媛県松山市）出身。漢学、法学を学び、1885年（明治19年）に代言人となった。大阪府議会議員、大阪市会議員、同参事会員、同議長に選出された。
1910年（明治43年）、衆議院議員選挙に補欠当選を果たした。
その他、大阪弁護士会長を務めた。

## 関連人物
- 宮武外骨 - ジャーナリスト。五女の養父[1]。